# 漫画书资源网
漫画书资源网（Comic Book Resources），也称为CBR，是一个專門报道漫画书相关新闻的網站。

## 历史
漫画书资源网由Jonah Weiland于1995年創辦。
包括羅伯特·柯克曼、Gail Simone和馬克·米勒等在內的行业专业人士會向漫画书资源网的专栏投稿。
2016年4月，Valnet Inc.收購了漫画书资源网，这是一家总部位于蒙特利尔的公司 该网站于2016年8月23日更名為CBR.com。 

## Comic Book Idol
Comic Book Idol ，簡稱CBI，是由漫画作家J. Torres主办，并由Comic Book Resources及其他广告商赞助的业余漫画比赛。